# Măcin
Măcin ([mə'tʃin]; Ausspracheⓘ) ist eine Kleinstadt im Kreis Tulcea in der rumänischen Dobrudscha.

## Lage
Măcin liegt an einem Arm der Donau (Brațul Măcin oder Brațul Dunărea Veche), kurz vor dessen Einmündung in den Hauptarm. Östlich der Stadt beginnt das Hügelland der Dobrudscha. Die Kreishauptstadt Tulcea befindet sich etwa 55 km östlich. Näher liegen die Großstädte Brăila (15 km westlich) und Galați (20 km nordwestlich).

## Geschichte
Im 3. Jahrhundert v. Chr. berichten Quellen über eine getische Siedlung. Diese war zur Zeit des Römischen Reiches unter dem Namen Arrubium Standort einer Reiterabteilung. Nach einer langen Zeit ohne dokumentarische Nachweise taucht Măcin seit dem 15. Jahrhundert – zur Zeit der Vorherrschaft des Osmanischen Reiches – wieder in Urkunden auf. Der Ort wurde erneut eine Garnisonsstätte und ein lokales Handels- und Verwaltungszentrum. Im 18. und 19. Jahrhundert fanden in der Umgebung von Măcin häufig Kampfhandlungen zwischen russischen und türkischen Truppen statt, unter anderem die Schlacht von Măcin am 10. Juli 1791. Am 11. (23.) März 1854 wurde die Stadt von den russischen Truppen eingenommen. Durch den Berliner Vertrag 1878 kam die Stadt an Rumänien.

## Wirtschaft
Die wichtigsten Wirtschaftszweige von Măcin sind die Landwirtschaft, die Lebensmittelverarbeitung und die Textilindustrie. Am Ortsausgang Richtung Cerna befindet sich die Weinkelterei von Măcin.

## Bevölkerung
Bei der Volkszählung 2002 lebten in Măcin 10.625 Personen. 9776 bezeichneten sich als  Rumänen, 439 als Roma, 337 als Türken, 53 als Russen oder Lipowaner und 10 als Italiener.

## Verkehr
Măcin hat keinen Eisenbahnanschluss. Es bestehen regelmäßige Busverbindungen nach Constanța. Durch die Stadt führt die Europastraße 87.

## Sehenswürdigkeiten
- Nationalpark Măcin-Gebirge
- Ruinen der römischen Burg Arrubium (⊙).[7]